# Rundāle (novads)
Rundāle est une municipalité (novads) de Lettonie, situé dans la région de Zemgale. En 2009, sa population est de 4 384 habitants. Il inclut Rundāles pagasts, Viesturu pagasts et Svitenes pagasts, avec le centre administratif à Pilsrundāle. Son territoire s'étend sur 23 201,8 ha.

## Administration territoriale
On a attribué le statut de lieudit à dix-sept localités : Pilsrundāle, Saulaine, Jāņukrogs, Lepšas, Mazbērstele, Priedītes, Punslavas, Švirkale, Vecrundāle, Mazmežotne, Ziedoņi, Svitene, Tīrumi, Bērstele, Vairogi, Viesturi et Grāvendāle. Dont le plus peuplé est Pilsrundāle (834 habitants) et le moins peuplé Grāvendāle (15 habitants). Le reste de la population est reparti entre fermes et hameaux. Il n'y a pas de villes ni grands villages dans cette entité administrative.

## Patrimoine naturel
La Lielupe qui coule à l'est de son territoire représente l'élément principal du réseau hydrographique du pagasts. Son bassin composent la Kaucīte, l'Īslīce (qui à son tours est alimentée par Kapupe, Anteļu grāvis, Bērstele, Raibiņu grāvis, Melnupe, Svirkale, Dzirnupe), la Svitene (alimentée par Liepāre, Virsīte etc) et la Sesava.
Dans le pagasts il n'y a pratiquement pas de réservoirs d'eau naturels. On a créé au niveau du point de confluence de la Bērstele et l'Īslīce le bassin du moulin de Rundāle (Rundāles ūdenskrātuve 13,3 ha).
Les terres agricoles occupent 77 % (17 873,3 ha) du territoire du pagasts, les forêts 15 % (3 419,7 ha), sont couverts d'eau - 2 %, pour la construction sont utilisés - 2 %, pour les routes - 2 %.

## Aires protégées
Une partie du territoire de Rundāles pagasts compose le parc naturel Bauska, fondé en 2004, dont la superficie s'étend sur 892,9 ha. Ce site est inclus dans le Réseau Natura 2000,.
On y dénombre encore trois sites naturels: Ozoldārzs faisant partie du Réseau Natura 2000, Lielbērsteles dabas parks (4,1 ha) et Svitenes parks.